# Schefflera macrantha
Schefflera macrantha är en araliaväxtart som beskrevs av Elmer Drew Merrill. Schefflera macrantha ingår i släktet Schefflera och familjen araliaväxter. Inga underarter finns listade.